# المقبرة اليهودية في خوتين

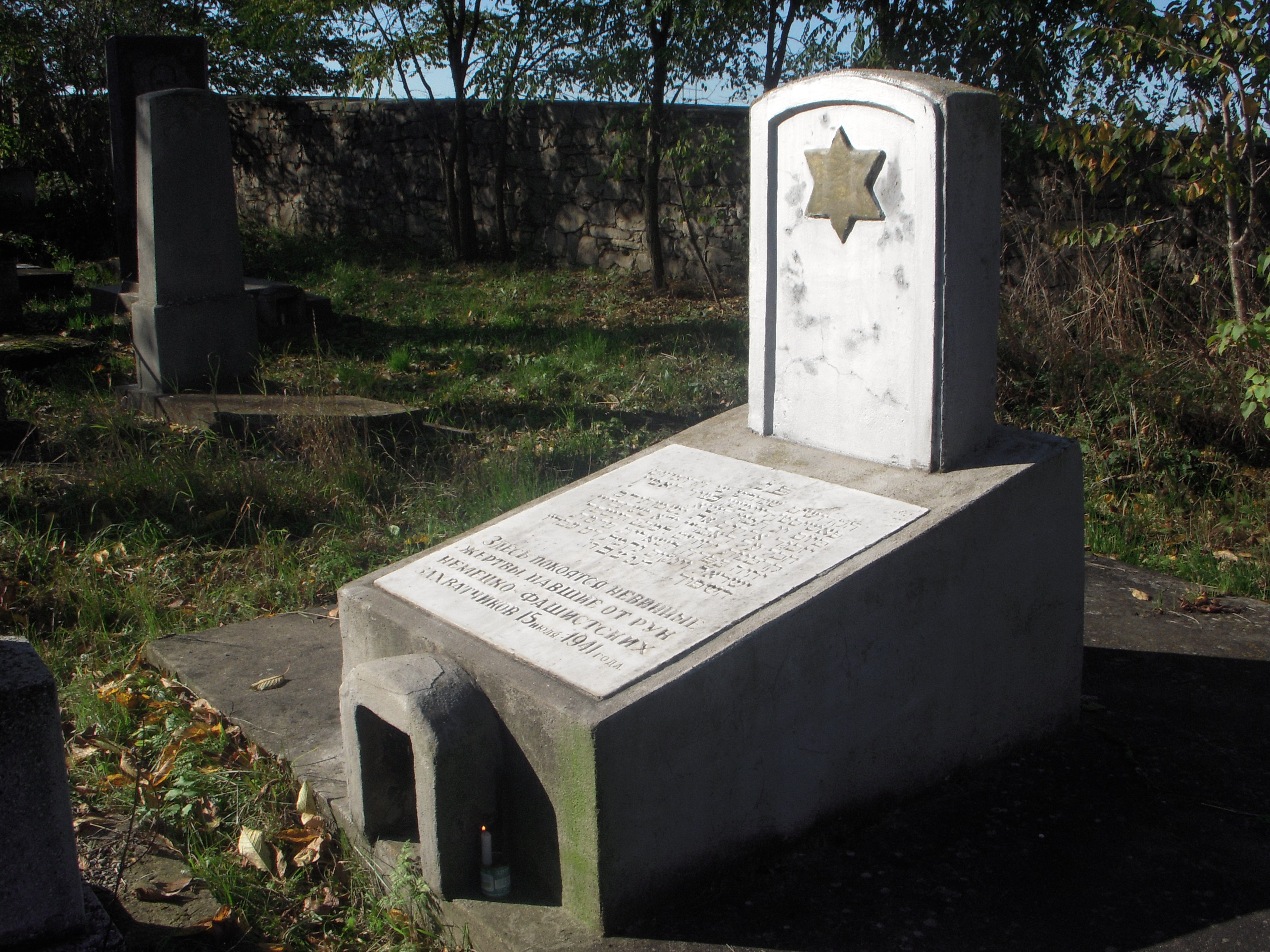

المقبرة اليهودية في خوتين Jewish cemetery of Khotyn هي مقبرة يهودية تقع في مدينة خوتين في أوكرانيا.
وفقا للموسوعة الأوكرانية فإن مدينة خوتين في القرن التاسع عشر وأوائل القرن العشرين كان معظم سكانها من اليهود والروس. وبلغت نسبة اليهود في المدينة عام 1930 حوالي 38%. وبعد الحرب العالمية الثانية انخفضت نسبتهم إلى 8%.
ويوجد في المقبرة نصب تذكاري لليهود الذين قتلوا أثناء الاحتلال النازي عام 1941.